# هارون ليلاند
هارون ليلاند (بالإنجليزية: Aaron Leland)‏ هو قاضي ومحامي وسياسي أمريكي، ولد في 28 مايو 1761، وتوفي في 25 أغسطس 1832 في الولايات المتحدة. حزبياً، نشط في مناهضة الماسونية. وقد انتخب عضو مجلس نواب فيرمونت.